# Hétvégi gyilkosság
A Hétvégi gyilkosság (The Hollow) Agatha Christie angol krimiírónő 1946-ban megjelent regénye. Először az Amerikai Egyesült Államokban adta ki 1946-ban a Dodd, Mead and Company, majd ez év novemberében jelent meg az Egyesült Királyságban a Collins Crime Club gondozásában.
Magyarországon – Vermes Magda fordításában – többek között az Európa Könyvkiadó Fekete Könyvek sorozatában 1977-ben, a Magyar Könyvklub 1994-ben és az AQUILA Könyvkiadó 2006-ban is megjelentette.
A regényből 1951-ben színpadi változat is készült.

## A regény szereplői
- Hercule Poirot, a belga detektív
- Grange felügyelő
- Clark őrmester
- John Christow, a Harley Street-i orvos
- Gerda Christow, John felesége
- Sir Henry Angkatell, a Szilfaberek birtokosa
- Edward Angkatell, Henry távoli unokatestvére
- Lucy, Lady Angkatell, Henry felesége
- Midge Hardcastle, Lucy fiatal unokahúga
- David Angkatell, az egyetemista rokon
- Henrietta Savernake, szobrász, John szeretője
- Veronica Cray, hollywoodi színésznő, John régi szerelme
- Gudgeon, a komornyik
- Beryl Collier, John titkárnője
- Crabtree mama, John Ridgeway-kóros páciense
- Terence Christow, John és Gerda kisfia
- Zena Christow, John és Gerda kislánya

## Történet
A bájos és excentrikus Lucy Angkatell családi összejövetelt rendez a hétvégére birtokukon, Szilfaberekben, ahová meghívta a Christow házaspárt is. John Christow egy ideje viszonyt ápol Henrietta Savernake-kel, a tehetséges szobrásznővel, Angkatellék távoli rokonával. John még gyakran nosztalgiázik régi szerelméről, Veronica Cray-ről, aki a hétvégi találkozón hirtelen betoppan azzal az ürüggyel, hogy szüksége van egy doboz gyufára. Veronica a két közeli víkendház egyikében lakik. A másikban Hercule Poirot üdül, aki szintén hivatalos hétvégére Angkatellékhez. John – miután Veronicát kiszolgálták gyufával – hazakíséri hajdani kedvesét, és egészen hajnali 3-ig nem tér haza.
Másnap, ahogy Poirot megérkezik, tanúja lesz egy jelenetnek, amely úgy tűnik, mintha meg lenne rendezve: Gerda kezében fegyverrel áll John vérző teste felett. Kettejük körül – láthatóan megdermedve – áll Lucy, Henrietta és Edward. John utolsó szava erős volt és sürgető: "Henrietta..."
A jelek arra mutatnak, hogy Gerda a gyilkos, de mivel a pisztolyt a medencébe ejtette, megsemmisített egy bizonyítékot. Később azonban kiderül, hogy a pisztoly, amit Gerda a kezében tartott nem azonos azzal a pisztollyal, amely végzett John Christow-val. A tanúk közül senki sem látta Gerdát, ahogy rálő Johnra, és úgy tűnik a többi lehetséges gyanúsítottak ellen sem lehet felhozni semmit. Először is Lucy erős gyanúba keveredett, amikor kiderült, hogy mikor John-t lelőtték egy pisztoly lapult a kosarában, de aztán bebizonyosodott, hogy az a pisztoly sem egyezik a gyilkos fegyverrel. Henrietta sem gyanúsítható az általa a pavilonban hátrahagyott firkálmány miatt, amely valószínűleg akkor készült, mikor John-t megölték. A gyilkos fegyvert Poirot a saját sövényében leli meg, azonban a rajta lévő ujjlenyomatok nem egyeznek a gyanúsítottakéval.
A család minden egyes tagja részt vesz a nyomozás félrevezetésében. Ők tudják ugyanis, hogy Gerda a gyilkos, de próbálják megóvni őt tettei következményeitől. Történetesen a gyilkosság, melynek oka féltékenység, a terveknek megfelelően működött. Gerda vette el mindkét pisztolyt, hogy amit nála találnak arról kiderüljön, hogy nem a gyilkos fegyver. Henrietta, aki azt állítja John utolsó szavával megkérte őt, hogy segítsen Gerdának, rögtön tönkreteszi az első fegyveren található bizonyítékokat, később visszamegy és megkaparintja a másik fegyvert is, amit elrejt egy agyag lószoborba, majd belecsempészi Poirot sövényébe.
Az összes bizonyítékot megsemmisítve a család úgy gondolja sikerült megmenekíteni Gerdát, de van még egy bizonyíték: a pisztolytáska, amelyben a gyilkos fegyvert tartották. Gerda azonban már feldarabolta azt és elrejtette a kézimunkakosarában. Amikor Henrietta elmegy érte, hogy eltüntesse az utolsó Gerdát terhelő bizonyítékot, betoppan Poirot és megakadályozza, hogy Henrietta igyon Gerda mérgezett teájából, amelyet aztán – feltehetőleg véletlen – maga Gerda fogyaszt el, ezzel megmenekülve az igazságszolgáltatástól.

## Magyarul
- Hétvégi gyilkosság. Bűnügyi regény; ford. Vermes Magda; Európa, Bp., 1977